# Religionen in der Türkei

Die Hagia Sophia, einst größte Kirche der Welt, wurde 1453 in eine Moschee, 1935 in ein Museum und 2020 wieder in eine Moschee umgewandelt. Sie ist ein Wahrzeichen Istanbuls

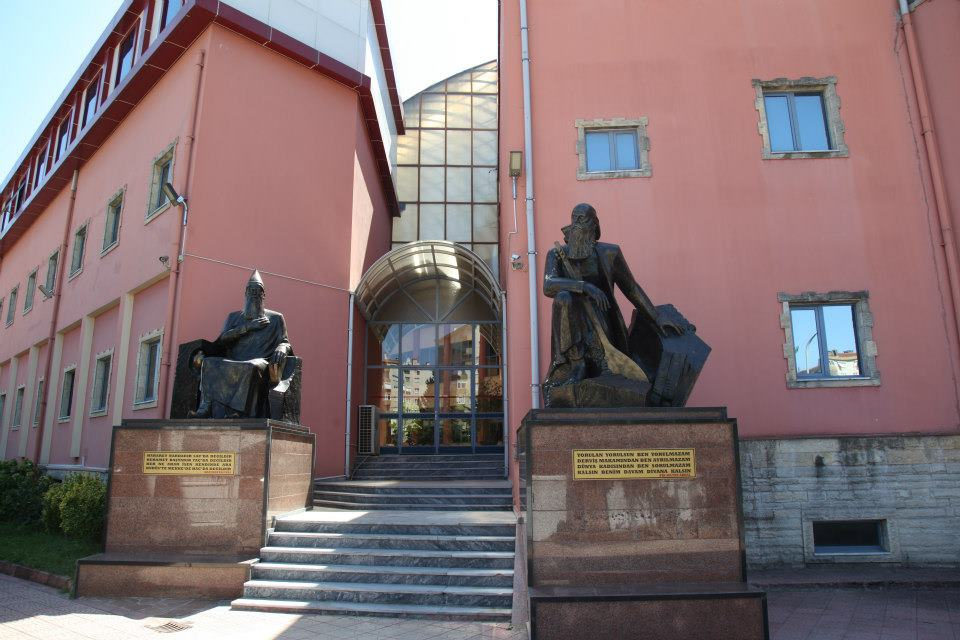
Das Kartal-Cemevi in Istanbul

Die Republik Türkei versteht sich laut Artikel 2 ihrer Verfassung als ein „demokratischer laizistischer und sozialer Rechtsstaat“; die Bevölkerung bekennt sich überwiegend zum sunnitischen, dschaferitischen oder zum alevitischen Islam. Anders als der französische Laizismus beinhaltet der türkische keine absolute Trennung von Religion und Staat, sondern eine staatliche Kontrolle der Religion. Eigenständige politische Einmischung der Religionsgemeinschaften ist unerwünscht. Daher stehen alle Religionen ebenso wie die Hauptreligion, der sunnitische Islam, unter staatlicher Aufsicht.
Die Türkei zählt neben Albanien, Bosnien-Herzegowina, dem Kosovo und den muslimischen Nachfolgestaaten der Sowjetunion zu den wenigen mehrheitlich muslimischen Staaten, in denen das islamische Recht – die Scharia – nicht gilt. Aus politisch-soziologischer Perspektive tritt der sunnitische Islam in drei Varianten auf: als Staatsislam, als Volksislam sowie seit der neuesten Zeit als politischer Islam (Islamismus).
Der größte Teil der Muslime sind Sunniten, gefolgt von Aleviten, die jedoch in offiziellen Statistiken nicht eigens gezählt, sondern nominell als Muslime verzeichnet werden und deren Anteil unterschiedlich geschätzt wird (siehe unten). Zu erwähnen sind noch die Alawiten (Nusairier) und eine vor allem im Osten der Türkei angesiedelte schiitische Minderheit. Zu den religiösen Minderheiten zählen weiterhin Christen verschiedener Konfessionen, Juden, Bahai, Jesiden, Karäer u. a. Die Minderheitenpolitik der Türkei ist – gerade auch im Zusammenhang der Beitrittsverhandlungen der Türkei mit der Europäischen Union – politisch sehr umstritten.

## Geschichte
Die Region der heutigen Türkei blickt auf ca. 7000 Jahre Kultur- und Religionsgeschichte zurück. Als strategisch und wirtschaftlich bedeutsames Gebiet war sie vielfach Schauplatz von Völkerwanderungen, Eroberungen, politischen, wirtschaftlichen und religiösen Auseinandersetzungen, aber auch ein Zentrum von Philosophie, Theologie, Kunst und Kulturentwicklung.
Für das Christentum spielt sie historisch eine zentrale Rolle
- als erstes Missionsgebiet der Urkirche und Wirkungsstätte des Apostels Paulus – besonders bekannt ist seine Auseinandersetzung mit den Silberschmieden in Ephesos,[3]
- als Ort der Ökumenischen Konzilien in Nicäa, Konstantinopel, Ephesos und Chalkedon,
- als Gebiet der altkirchlichen Patriarchate Konstantinopel und Antiochia,
- als Zentrum des christianisierten Oströmischen Reiches und der byzantinisch-orthodoxen Kirche.

Für den Islam spielt sie historisch eine zentrale Rolle
- als Zentrum des Osmanischen Reiches, dessen Sultane jahrhundertelang das Kalifat, die Herrschaft über die Gläubigen in der Nachfolge Mohammeds, innehatten,
- als Entstehungsort verschiedenster religiöser Orden und Bewegungen, etwa der Aleviten.

Für das Judentum spielte sie historisch eine wichtige Rolle
- als Zufluchtsort nach der Vertreibung der Juden aus Spanien
- als Verwaltungsmacht von Palästina von 1517 bis 1917
- als Transitland nach Palästina für jüdische Flüchtlinge während des Holocausts.

### Frühe Hochkulturen
In unmittelbarer Nachbarschaft des Zweistromlandes, jedoch durch die Barriere des Antitaurusgebirges und seiner Ausläufer abgegrenzt, entwickelten sich in Kleinasien seit etwa 30.000 v. Chr. verschiedene eigenständige stein- und frühbronzezeitliche Kulturen, „die dann später von den um 2000 v. Chr. eingewanderten Hethitern zumindest in Zentral-Anatolien zu einer Einheit zusammengefasst worden sind.“ Der ausgeprägte Götterkult der Hethiter, der sich in den zahlreichen Tempelbezirken ihrer ausgegrabenen Hauptstadt Ḫattuša spiegelt, greift in seiner Ikonographie lokale Kulte des 3. Jahrtausends, unter anderem der Hattier, wieder auf. In Schreinen wurden Götter verehrt, dargestellt durch Symbole oder Stelen.
Die beiden wichtigsten Mythen hattischer Herkunft sind die kultischen Legenden von dem Fruchtbarkeitsgott Telipinu, der sich im Ärger in die Unterwelt zurückzieht und so das Land verdorren lässt, bis die Göttin Kamrušepa ihn besänftigt und wieder hervorholt; sowie von dem Kampf des Wettergottes mit dem Drachen Illuyanka, in dem dieser unterliegt und von anderen Göttern gerettet werden muss. Es gibt Hinweise darauf, dass diese Göttermythen in kultischen Riten schauspielerisch dargestellt wurden, indem die Menschen die Rolle der helfenden Gottheiten übernahmen.
Die ursprüngliche Religion der Turkvölker war der Tengrismus.

### Frühes Christentum
Nach der Apostelgeschichte (Apg), einem Buch des Neuen Testaments, wurden die ersten christlichen Gemeinden auf dem Gebiet der heutigen Türkei von Gläubigen gegründet, die vor der Verfolgung durch Saulus (Paulus) aus Judäa flohen. Die Stadt Antiochia am Orontes (heute Antakya) wird ausdrücklich genannt. Dorthin wurde Paulus gerufen, nachdem er sich nach seiner Bekehrung eine Zeitlang in seiner Geburtsstadt Tarsus aufgehalten hatte, die ebenfalls in der heutigen Türkei liegt.

### Mission des Apostels Paulus
Über den Apostel Paulus und seine Tätigkeit als Wanderprediger und Missionar sind wir ausschließlich durch das Neue Testament (NT) unterrichtet, und zwar einerseits durch die Apostelgeschichte (Apg), deren zweite Hälfte sich fast ausschließlich mit Paulus beschäftigt, und andererseits durch die Briefe des Paulus, die im NT enthalten sind.
In der sogenannten „ersten Missionsreise“ besuchte Paulus zunächst Zypern, die Heimat seines Begleiters Apostel Barnabas.
Nach der Bekehrung des Statthalters der Insel, L. Sergius Paul(l)us, der sich historisch durch eine oder gar mehrere Inschriften nachweisen lässt, reiste Paulus in dessen damals phrygische Heimatstadt, Antiochia. Seine dortige Predigt führte – wie oft in der Apostelgeschichte – zur Polarisierung und zur Verfolgung der Christen, weshalb Barnabas und Paulus nach Ikonium (heute Konya), Lystra und schließlich Derbe flohen und dort ebenfalls Gemeinden gründeten, bevor sie über Antiochia bei Pisidien nach Antiochia am Orontes zurückkehrten.
Im weiteren Fortgang der Apostelgeschichte wird das Wirken von Paulus im Inneren Kleinasiens nur summarisch geschildert. Umstritten ist, wie der dabei benutzte Ausdruck „Galatien“ zu verstehen ist: Während die meisten Theologen im deutschsprachigen Raum dies auf die Landschaft Galatien beziehen, macht Breytenbach darauf aufmerksam, dass im angelsächsischen Raum die meisten Forscher davon ausgehen, dass damit die auf der „ersten Missionsreise“ besuchten Gebiete gemeint sind, die in der Provinz Galatien lagen. Ein Argument für die „Provinzhypothese“ ist, dass sich nach ihr ergibt, dass Paulus in Apg 16,6-11 von Gott auf dem kürzesten Weg vom phrygischen Teil Galatiens (d. h. Antiochia bei Pisidien) nach Makedonien (Philippi) geführt wird, während sich nach der „Landschaftshypothese“ ein merkwürdiger Zickzackkurs ergibt. – Auf jeden Fall kommt Paulus dabei auch nach Troas (Troja), wo später eine christliche Gemeinde erwähnt wird.
Nach der Apostelgeschichte hat Paulus – was das Gebiet der heutigen Türkei betrifft – vor allem in Ephesus gewirkt, insgesamt „drei Jahre“ (was nach der damaligen Zählmethode 1 bis 3 Jahren entspricht). Nach dem (unvermeidlichen) Konflikt mit den Juden predigte er in einem angemieteten Saal und war so erfolgreich, dass er auch bei den Heiden Reaktionen hervorrief: Die Silberschmiede, die vor allem silberne Abbilder des Tempels der Artemis verkauften, organisierten eine „Demonstration“, die in tumultartigen Ausschreitungen und einer chaotischen „Volksversammlung“ endete.
Das Wirken des Paulus in Ephesus (d. h. in der Provinz „Asia“, deren Hauptstadt Ephesus war) ist auch in seinen Briefen bezeugt: es wird mehrmals erwähnt, außerdem gibt es einen Brief an die Epheser und einen Brief nach Kolossä, der an eine Gemeinde gerichtet ist, die wohl von Ephesus aus gegründet wurde.

### Byzantinisches Reich
Im Byzantinischen Reich (auch Oströmisches Reich) hatte das Christentum des Byzantinischen Ritus auf heutigem türkischen Territorium seinen Höhepunkt. Die Region der heutigen Türkei war Zentrum der orthodoxen Kirche im Oströmischen Reich. Nach der zunehmenden Einnahme des Landes durch die muslimischen Seldschuken wurde das Christentum in der Region jedoch stark zurückgedrängt.

### Osmanisches Reich

Handelsflagge von muslimischen Händlern im Osmanischen Reich

Staatsreligion im Osmanischen Reich war der Islam. Im Verhältnis zwischen offiziellem Islam und dem im Volk verbreiteten Glaubensformen des Sufismus kam es gelegentlich zu Spannungen. Der Sufismus in der Türkei verbreitete sich etwa ab dem 10. Jahrhundert, bis zum 15. Jahrhundert waren mystische Praktiken von Sufi-Orden im gesamten Reichsgebiet verbreitet. Am bekanntesten wurde der Mevlevi-Orden von Konya.
Im Osmanischen Reich war die Religionsfreiheit für Christen und Juden anfangs gewährleistet, besonders in der ersten Hälfte des 19. Jahrhunderts. Dem Millet-System nach durften sie ihre Angelegenheiten selber regeln. In der Mitte des 19. Jahrhunderts wurde im Zuge der Tanzimat-Reformen das Millet-System nach und nach aufgelöst und die Gleichstellung der Religionen durchgesetzt, wenn auch gegen den Widerstand des muslimischen Klerus, der um seine Macht fürchtete. Mit der Amtsübernahme von Abdülhamid II., dem sogenannten Roten Sultan, und der Rückgängigmachung des Demokratisierungsprozesses – die Osmanische Verfassung von 1876 wurde 1878 de facto ausgesetzt – begann sich ein stetig steigender Nationalismus in Hass und Gewalt auf die Minderheiten niederzuschlagen. Eine Ursache dafür wird in der geopolitischen Einflussnahme diverser europäischer Mächte auf die nichtmuslimischen Minderheiten im Osmanischen Reich gesehen. Erste größere Massaker gegen die armenisch-apostolischen Christen wurden zwischen 1894 und 1897/98 verübt. Ende des 19. Jahrhunderts und Anfang des 20. Jahrhunderts kam es schließlich zum Völkermord an den Armeniern und an den syrischen Christen (Assyrer), welche gleichfalls christlich getauft waren.

### Die Republik
Das Verhältnis des Staates zur islamischen Religion hat sich unter dem ersten türkischen Präsidenten Mustafa Kemal Atatürk grundlegend geändert. Es wurde der Laizismus (türkisch laiklik) eingeführt mit strikter Trennung von Religion und Staat, was zur Folge hatte, dass die Kemalisten unter Mustafa Kemal Atatürk die Religionsausübung vollständig kontrollierten. Die Reformen Atatürks gewährleisteten den Aleviten Religionsfreiheit, die Sufi-Orden jedoch wurden verboten. Ebenso erging es den Bektaschi, deren heutiges Zentrum nun in Albanien liegt. Zum ersten Mal jedoch wurde explizit jeder Staatsbürger unabhängig von seiner Religion als gleichwertiger Bürger betrachtet.
Durch den Vertrag von Lausanne von 1923 erhielten auch die griechisch-orthodoxen und armenisch-apostolischen Christen sowie die Juden in der Türkischen Republik gewisse Kollektivrechte. 1928 ließ Atatürk die Stellung des Islam als Staatsreligion aus der Verfassung streichen und den Laizismus als politischen Grundsatz des türkischen Staates einführen. Im Zuge des Modernisierungsprozesses wurden nach und nach religiöse Kleidung (Kopftuch, Turban, Fès und Schleier) aus dem Alltag verbannt und europäische Kleidung propagiert (siehe auch Hutreform). Auch wurden Mann und Frau rechtlich gleichgestellt, was auf die Zurückdrängung des starken religiösen Einflusses auf Staat und Gesellschaft abzielte. Bereits 1925 wurde die Scharia, das islamische Recht, in der Türkei vollständig abgeschafft.
Nach dem Tode Atatürks wurden einige gesellschaftspolitische Reformen rückgängig gemacht. Seit den 1970er Jahren breitet sich zudem in der Türkei ein konservativer und puritanischer Islam aus, Islamisten erhalten seither immer größeren Einfluss. Nach mehreren Gewaltakten gegen Christen in der Türkei (siehe Christenverfolgung), wie dem Pogrom von Istanbul, sowie der Auswanderung der Juden nach Israel kam hingegen das kulturell einst reiche christliche und jüdische Leben in der Türkei praktisch bis heute zum Erliegen. Des Weiteren waren und sind Aleviten häufig Angriffsziele für konservative Muslime und Opfer von Diskriminierungen vom türkischen Staat. Auch Pogrome (Pogrom von Maraş, Pogrom von Çorum) und Anschläge (Brandanschlag von Sivas) sind hier zu erwähnen.

## Religionen in der Türkei

### Religiöse Zusammensetzung
Gemäß der Trennung von Religion und Staat in der Türkei, welche in der türkischen Verfassung als Laizismus festgeschrieben ist, finden in der Türkei schon seit 1965 keine Befragungen mehr zu der religiösen Zugehörigkeit der Einwohner statt. Gemäß einer Umfrage aus dem Jahre 2022 ist die Verteilung wie folgt:
- 92 % Islam,
- 02 % andere,
- 06 % keine Religion.

Ein Anteil der Muslime sind Aleviten, deren Anteil an der Bevölkerung unterschiedlich geschätzt wird. Diese Schätzungen reichen von 15 % bis zu einem Drittel der türkischen Muslime, meist zwischen 15 und 25 %. Der deutlich geringere Anteil der türkischen Alawiten und Schiiten in der Bevölkerung ist ebenfalls unbekannt. Außerdem leben in der Türkei ca. 0,2 % Christen (100.000) und etwa 0,04 % Juden (Sepharden, Aschkenasim, Karäer und Dönme) (25.000). Die größte Gruppe unter den Christen bilden die etwa 65.000 Angehörigen der Armenischen Apostolischen Kirche und der Armenisch-Katholischen Kirche. Dazu kommen ungefähr 2000 griechisch-orthodoxe Christen (die überwiegend in Istanbul leben) und schätzungsweise 2000 syrisch-orthodoxe, syrisch-katholische und chaldäisch-katholische Christen (siehe auch: Aramäer in der Türkei) sowie griechisch-katholische, armenisch-katholische und römisch-katholische (Apostolisches Vikariat Istanbul, Apostolisches Vikariat Anatolien) Christen. Protestantische und anglikanische Gemeinden gibt es seit kürzerem. Zu Beginn des 20. Jahrhunderts lebten noch etwa 20 % Christen auf dem Gebiet der heutigen Türkei. Die Anzahl der in der Türkei lebenden Bahai ist unbekannt, weil sich nur wenige von ihnen in Gemeinden organisiert haben. Außerdem gibt es Mitglieder von kleineren Religionsgemeinschaften und Sekten aller Art.
Istanbul ist Sitz des ökumenischen Patriarchats von Konstantinopel, das den ersten Ehrenrang innerhalb der orthodoxen Kirche einnimmt, von der türkischen Regierung in dieser Position aber nicht anerkannt wird. Ferner residiert in Istanbul der Patriarch von Konstantinopel der armenisch-apostolischen Kirche.

### Nicht staatlich anerkannte Religionsgemeinschaften und Weltanschauungen

#### Aleviten
Die Aleviten sind eine Glaubensgemeinschaft in Anatolien und den türkischen Großstädten und bilden die zweitgrößte Religionsgemeinschaft des Landes. In welcher Form man das Alevitentum im Islam zuordnen kann, ist – auch unter den Aleviten selbst – umstritten. Sie lehnen das islamische Recht ab, betrachten Wallfahrt, Almosensteuer, Fasten und Ritualgebet nicht als Teil ihrer Religion und ergänzen das Glaubensbekenntnis mit einer auf Ali bezogenen Wendung. Die Aleviten wurden im Osmanischen Reich zum Teil blutig verfolgt, da sie sich, ermutigt durch die Schiiten aus dem benachbarten Iran, gegen den osmanischen Staat auflehnten. Die Aleviten wurden mehrfach Opfer von islamischen Fundamentalisten und türkischen Nationalisten wie beim Brand des Madimak-Hotels oder beim Pogromen von Çorum und Maraş. Die Rechtssituation der Aleviten ist in der Türkei noch immer mangelhaft. So sind sie immer noch keine anerkannte religiöse Minderheit, ihre Gebetshäuser werden nicht als solche respektiert und sie bekommen keine staatliche Unterstützung, wie auch der europäische Menschengerichtshof bestätigte. Ein weiterer Problempunkt ist, dass alevitische Kinder am sunnitisch geprägten Religionsunterricht teilnehmen müssen.

#### Jesiden
Die Jesiden (kurdisch: Êzîdî) sind Angehörige einer synkretistischen Religionsgemeinschaft mit Elementen aus allen orientalischen Religionen wie dem Zoroastrismus, Mithraismus, Manichäismus, Judentum und dem Islam. Ethnisch sind die Jesiden den Kurden zuzurechnen. Sie sprechen Kurmandschi und bewohnen noch einige Dutzend Dörfer in Südostanatolien. Ihre Hauptsiedlungsgebiete liegen heute im Norden Iraks (Südkurdistan) mit ihrem religiösen Zentrum Lalisch. Außerdem gibt es in Armenien, Georgien und Russland kleinere yezidische Gemeinden. Bedingt durch ihre Religionszugehörigkeit waren die Jesiden in ihrer Geschichte vielfach Verfolgungen durch ihre muslimischen Nachbarn ausgesetzt. In der heutigen Türkei nehmen sie durch ihre ethnische und religiöse Zugehörigkeit eine doppelte Außenseiterposition ein und hatten und haben mit Diskriminierungen zu kämpfen. Vielfach werden die Jesiden irrtümlich (oder als Nichtmuslime) auch als Teufelsanbeter (Şeytana tapan) bezeichnet. Staatlich gelenkte Verfolgung gibt es heute nicht mehr, da sie in ihren Herkunftsländern zahlenmäßig keine Rolle mehr spielen. Die meisten Jesiden aus der Türkei sind in den letzten Jahrzehnten nach Europa, vor allem nach Deutschland, ausgewandert.

#### Atheismus und Deismus
Jeder Einwohner der Türkei gilt automatisch als Muslim, sofern er nicht explizit einer anderen Religion zugeordnet wird. Einen formalen Austritt aus der muslimischen Gemeinde gibt es nicht, so dass auch Konfessionslose offiziell als Muslime geführt werden. Es gibt aber verschiedene Studien, nach der der Anteil von Atheisten und Agnostikern geschätzt werden kann.
Nach einer Umfrage des amerikanischen Pew-Research-Instituts (2015) sagen 3 % der Türken, dass Religion „völlig unwichtig“ für sie sei. In einer Gallup-Umfrage (2012) bezeichneten sich 2 % der Türken als „überzeugte Atheisten“. Eine Eurobarometer-Studie fand schließlich, dass 1 % der Türken nicht an einen „Geist, Gott, oder eine Lebenskraft“ glaubt. Man kann also davon ausgehen, dass 1–3 % der Türken Atheisten sind. Wenn man Agnostiker oder schlicht Nichtreligiöse dazu zählt, dürfte der Anteil an Nicht-Gläubigen in der Türkei aber deutlich über 3 % liegen. Einer 2019 veröffentlichten Umfrage zufolge bekennen sich 3 % zum Atheismus.
Als atheistische Organisation existiert seit April 2014 der Verein Ateizm Derneği mit Büro in Istanbul-Kadıköy. Daneben gibt es den Verband der Deisten.

## Islam und Gesellschaft
In der Türkei selbst hat seit den 1970er und 1980er Jahren der Einfluss von konservativen Muslimen zugenommen. Es bekennt sich ein zunehmend größerer Teil der Bevölkerung zu ihrer islamischen Identität. Jedoch lässt sich besonders seit den 2010er-Jahren eine zunehmende Säkularisierung der türkischen Gesellschaft feststellen, wonach islamische Traditionen und Bräuche im Leben der Türken immer unbedeutender werden. So gaben einer Umfrage zufolge 2011 noch rund 70 % der Türken an, im Ramadan zu fasten; dieser Anteil sank bis 2020 auf 55 %. Auch der Anteil der Türken, die das Leben in einer laizistischen Republik vorziehen, ist zwischen 2016 und 2020 von 75 auf 81 Prozent angestiegen. Der Anteil der das islamische Kopftuch tragenden Frauen nahm in den 2000er-Jahren zeitweise zu, z. B. von 2003 bis 2007 von 64,2 auf 69,4 %. Auch hier lässt sich seit 2010 zunehmend beobachten, dass der Anteil der das Kopftuch tragenden Frauen in der Türkei immer weiter abnimmt. Im Jahr 2020 trugen mit 54 % nur noch etwas mehr als die Hälfte der türkischen Frauen ein Kopftuch.
Die Wahlerfolge der islamisch-konservativen AKP können als Zeichen eines gesellschaftlichen Wandels gedeutet werden (siehe Parlamentswahlen in der Türkei 2002, 2007, 2011, Juni 2015 und November 2015).
Die Regierung unterstützt und privilegiert einen sunnitischen Islam; heterodoxe kulturelle Praktiken wie das Alevitentum oder die Bektaschi werden ausgeschlossen. Der Konservatismus kann inzwischen als Mainstream in der türkischen Gesellschaft gelten.

## Verhältnis von Staat und Religion

### Laizismus
Staatsgründer Atatürk machte den Laizismus zu einer der sechs Säulen der modernen Türkei. Dieses Prinzip schreibt eine strenge Trennung von Religion und Staat vor. Artikel 24 der Verfassung von 1982 beschränkt die Glaubensfreiheit auf das Individuum. Religionsgemeinschaften können aus diesem Abschnitt der Verfassung keine Rechte geltend machen.
Einen starken Rückhalt hatte der Laizismus traditionsgemäß beim türkischen Militär.
Im politischen Gefüge der Türkei ist seit den 1980er Jahren ein Machtverlust der laizistischen Kräfte zugunsten islamistisch und nationalistisch orientierter Parteien zu verzeichnen. Mit der Zurückdrängung des Militärs erfolgte ein Wiederaufleben des Religiösen in der Öffentlichkeit und eine Re-Islamisierung. Konsequente Vertreter des Laizismus werfen ihren Gegnern diesbezüglich İrtica vor. Insbesondere wird der Bewegung um Fethullah Gülen eine Unterminierung des Laizismus angelastet.
Die unter Erdogan beschlossene Aufhebung des Kopftuchverbots an türkischen Hochschulen wurde durch das Verfassungsgericht mit Verweis auf den Laizismus gekippt.

### Präsidium für Religionsangelegenheiten
Die privilegierte Religion der Türkei ist der sunnitische Staatsislam. Die sunnitischen Einrichtungen werden vom staatlichen Diyanet İşleri Başkanlığı, dem Präsidium für Religionsangelegenheiten, verwaltet. Es beschäftigt ca. 88.000 Angestellte – Vorbeter, Prediger, Gebetsrufer und islamische Rechtsgelehrte und regelt deren Ausbildung, bezahlt und erhält über 70.000 Moscheen, überwacht die religiöse Literatur und gibt landesweit den Inhalt der zu haltenden Predigten vor. Ebenso ist es zuständig für die knapp 900 sogenannten Religionsbeauftragten (Imame) an den DITIB-Moscheen in Deutschland. Das „Diyanet“ kümmert sich jedoch nur um die Entsendung von Vorbetern und Religionsbeauftragten an die Moscheen. Es errichtet keine Moscheen, ebenso wenig wie alevitische Cem-Gebetshäuser. Letztere sind nicht gleichgestellt mit den herkömmlichen Moscheen, sondern entsprechen den christlichen Ordenshäusern, die ihre Leitungsstrukturen selbst organisieren.

### Politischer Islam und Islamismus
Der politische Islam in der Türkei bildet eine Gegenbewegung zum kemalistischen Staatsislam und ist historisch mit den Namen Mehmed Zahid Kotku und Necmettin Erbakan verbunden. Er hat verschiedene politische Parteien hervorgebracht, die den Laizismus in Frage stellten und daher z. T. verboten wurden. Zunächst war er eher eine religiös-traditionalistische Bewegung, die einen stärkeren Einfluss des Islam auf Politik und Gesellschaft forderte. In jüngerer Zeit besetzte ein Reformflügel zunehmend soziale und wirtschaftliche Themen und konnte so große Teile der Bevölkerung für sich gewinnen. Der politische Islam wird durch den derzeit regierenden Präsidenten Recep Tayyip Erdoğan und seiner AKP vertreten. Erdoğan widerspricht freilich diesen Vorwürfen und lehnt die Bezeichnung der AKP als „islamische Partei“ strikt ab.
Noch immer ist jedoch ein gesellschaftlicher Machtkampf zwischen Kemalismus und politischem Islam in Gang. Er äußert sich u. a. in Symboldiskussionen: „Ihren sichtbaren Ausdruck findet die Auseinandersetzung um die Rolle des Islam in der türkischen Gesellschaft heutzutage in der Diskussion um das Tragen des Kopftuchs.“ Weitere Konfliktlinien in Sachen Laizismus zeigen sich zwischen der Armeeführung und der Regierung unter Ministerpräsident Erdoğan.

### Rechte der religiösen Minderheiten
Die Auseinandersetzung zwischen Staatsislam und politischem Islam beeinflusst in der Türkei auch die Situation der religiösen Minderheiten. Aus Angst vor islamistischem Machtzuwachs zögert der Staat, den nichtmuslimischen Religionsgemeinschaften institutionelle Rechte zuzugestehen.
Den Juden sowie den orthodoxen und den armenischen Christen wird nach dem Vertrag von Lausanne Minderheitenschutz gewährt. Christlichen Gemeinden ist es erlaubt, eigene Schulen zu betreiben. Sie dürfen jedoch keinen Priesternachwuchs für die Betreuung und Seelsorge der christlichen Türken ausbilden. Zudem bleiben die vor über 35 Jahren vom türkischen Staat geschlossenen christlichen Seminare weiterhin geschlossen.
Nicht unter die Bestimmungen des Lausanner Vertrags fallen allerdings die syrisch-orthodoxen Christen Südostanatoliens (Tur Abdin). Die fast ausschließlich aus Ausländern bestehenden protestantischen und katholischen Gemeinschaften dürfen kein Eigentum erwerben, wurden in den letzten Jahren zunehmend enteignet und dürfen genau wie Sekten und verschiedene islamische Gruppierungen keine offiziellen Gemeinden bilden.
In der Türkei ist zumindest die freie Religionswahl erlaubt. Christen werden allerdings trotzdem weiterhin diskriminiert. In den EU-Beitrittsgesprächen ist dieses Problem gegenüber Ankara wiederholt angesprochen worden. Eine Lösung aber ist nicht in Sicht. So besitzen Kirchen in der Türkei keinen Rechtsstatus, können also keine Rechtsgeschäfte tätigen. Kirchen dürfen ihr Personal nicht selbst ausbilden, und immer wieder wird ihr Eigentum entschädigungslos enteignet.
Die desolate Lage der Christen und Juden wird von Menschenrechtsorganisationen wie Amnesty International und der Gesellschaft für bedrohte Völker bestätigt. Die EU drängt die Türkei auf rasche Verbesserungen.
In Alanya ist jedoch vor kurzem die Einrichtung offizieller katholischer und evangelischer Seelsorge gestattet worden, um dem Bedürfnis der Urlauber entgegenzukommen. Vor allem seit sich europäische Rentner dort dauerhaft oder doch für mehrere Monate im Jahr niederlassen, entstand hier ein Bedarf, der sich mit den bisher üblichen rechtlichen Konstrukten (Seelsorger sind offiziell Botschaftsangehörige, Firmenteilhaber etc.) nicht mehr decken ließ.
Im Personalausweis gibt es eine Rubrik für die Religionszugehörigkeit, die Eintragung darin ist jedoch freiwillig, frei wählbar und kann auf Wunsch des Inhabers jederzeit geändert werden. Auf allen nach Januar 2017 beantragten Ausweisen besteht nicht mehr die Möglichkeit, die religiöse Zugehörigkeit auf dem Ausweis vermerken zu lassen.

## Schwierigkeiten der religiösen Minderheiten

### Historische Verbrechen

#### Völkermorde an christlichen Minderheiten
Während des Zerfallprozesses des Osmanischen Reiches im Ersten Weltkrieg kam es im Zuge nationalistischer Auseinandersetzungen zum Völkermord an den (christlichen) Armeniern, zum Völkermord an den syrischen Christen sowie zu Massakern an den Pontosgriechen. Diese belastende Vergangenheit ist bis heute in der öffentlichen Wahrnehmung nicht aufgearbeitet und erschwert das Zusammenleben der ethnischen und religiösen Gruppen in der Türkei (vgl. die Ermordung des armenischen Journalisten Hrant Dink im Januar 2007).

#### Thrakien-Pogrom von 1934
Im Jahre 1934 gab es ein Pogrom gegen die jüdische Minderheit in Thrakien.

#### Das Pogrom von Istanbul
Ein bekanntes Beispiel für Pogrome gegen nichtmuslimische Minderheiten in der Türkei fand 1955 statt. In der Nacht vom 6. auf den 7. September 1955 wurde das Pogrom von Istanbul entfacht, in dessen Folge nahezu 100.000 Christen das Land verließen, und dem wie in der Vergangenheit auch Juden, Armenier und Assyrer zum Opfer fielen. Ein fanatisierter Mob setzte allein in Istanbul 72 orthodoxe Kirchen und mehr als 30 christliche Schulen in Brand. Danach schändete er christliche Friedhöfe und verwüstete rund 3500 Wohnhäuser und mehr als 4000 Geschäfte. Mord, Vergewaltigung und schwerste Menschenrechtsverletzungen kamen hinzu. Die türkische Polizei sah tatenlos zu.

### Defizite bei der Gewährung der Religionsfreiheit
Im Oktober 1997 erließ der Gouverneur der Provinz Mardin ein Verbot gegen die christlichen Klöster Zafaran und Mor Gabriel, ausländische Gäste zu beherbergen und Religions- sowie muttersprachlichen Unterricht zu erteilen. Internationale Proteste bewirkten, dass zumindest das Beherbergungsverbot wieder aufgehoben wurde. Sprachunterricht in Aramäisch ist aber weiterhin untersagt. Bereits 1979 war das Internat des Klosters bei Mardin aufgrund staatlicher Verfügung geschlossen worden.
Für die EU-Kommissionen und europäischen Regierungen ist die alarmierende Situation der christlichen Minderheiten vorrangig, da diese durch die „Jungtürken“ (1914/15) sowie während der Zypernkrise (1955) von 25 % auf etwa zwischen 0,1 und 0,15 % der türkischen Bevölkerung reduziert worden waren. Die Evangelische Kirche in Deutschland (EKD) geht von „etwa 150.000 Christen armenischer, syrisch-orthodoxer und griechisch-orthodoxer Herkunft“ aus, während Missio, das Katholische Missionswerk, die Zahl der Christen mit rund 100.000 angibt. Die Gesellschaft für bedrohte Völker schätzt, dass die Zahl etwa zwischen den beiden liegt.
EU-Beobachter und Menschenrechtsorganisationen berichteten 1997 von vielen Erleichterungen für assyrische Christen vor allem im Tur Abdin. Glaubensflüchtlingen und Vertriebenen war es möglich, in einige Dörfer zurückkehren und Unterricht in aramäischer Sprache abzuhalten, was davor noch behindert wurde. Dieser Unterricht wird jedoch nicht offiziell anerkannt, was auch für diese Volksgruppe als ganzes gilt.
2010 absolvierte Bundespräsident Christian Wulff einen Staatsbesuch in der Türkei (Näheres hier). Dabei plädierte er für Religionsfreiheit und besuchte einen Gottesdienst. Im August 2011 – vor dem geplanten Gegenbesuch des türkischen Ministerpräsidenten Erdogan – kündigte der Staat Türkei an, nicht-muslimischen Stiftungen Hunderte enteignete Immobilien zurückzugeben oder sie zu entschädigen.
Der Europäische Gerichtshof für Menschenrechte kam 2016 zum Entschluss, dass der türkische Staat Aleviten diskriminiere und stattdessen systematisch Sunniten bevorzuge. Dies betrifft unter anderem den rechtlichen Schutz ihres Glaubens oder staatliche Unterstützungen für Gebäude.

### Islamistische und nationalistische Gewalt
Islamistischer und nationalistischer Extremismus führen immer wieder zu Gewalt gegen Christen und andere Minderheiten. Wie Amnesty International betonte, lagen Ende 2001 keine Erkenntnisse vor, dass von staatlicher Seite Christenverfolgungen stattfinden würden. Man wüsste aber um die Behinderung freier Religionsausübung in der Türkei. In den vergangenen Jahren hat die türkische Regierung in Ankara mehrfach die Tätigkeit christlicher Missionswerke kritisiert.

#### Attentate gegen Christen
Am 11. März 2006 griff in Mersin ein junger Mann mit einem Messer den Kapuziner Hanri Leylek an und wurde kurz danach von Polizisten festgenommen. Dies war bereits der zweite Angriff auf einen Geistlichen binnen vier Monaten in Mersin leben laut Pressemeldungen rund 700 Christen, darunter rund 360 Gläubige verschiedener katholischer Riten: Lateiner, Maroniten, griechische Katholiken, armenische Katholiken, syrische Katholiken und Chaldäer.
2006 erschoss ein türkischer Jugendlicher in der Kirche von Trabzon den italienischen Priester Andrea Santoro während des Gebetes von hinten.
Am 19. Januar 2007 der als prominentestes Sprachrohr der Armenier bekannte Journalist Hrant Dink in Istanbul auf offener Straße von einem Sechzehnjährigen erschossen. Polizisten ließen sich zusammen mit dem Mörder des Journalisten und einer türkischen Fahne fotografieren und filmen. Die Beamten wurden vom Dienst suspendiert und strafrechtlich verfolgt. Diese Bilder lösten in der Türkei und weltweit Proteste aus. Der Täter, Ogün Samast, brüstete sich damit, einen Ungläubigen getötet zu haben, der die Türkei beleidigt hätte.
Im Jahr 2006 startete die Internationale Gesellschaft für Menschenrechte einen internationalen Appell unter dem Motto „Türkei: Erst die Christen vertreiben, dann in die EU?“ Darin fordert die IGFM nochmals den EU-Ministerrat auf, „angesichts der negativen Entwicklung in der Türkei eine deutliche Klärung der Vorgänge in der Türkei zu verlangen und konsequent auf der Erfüllung der Kopenhagener Kriterien zu bestehen“. Patriarch Bartholomäus I., das Ehrenoberhaupt der rund 250 Millionen orthodoxen Christen, äußerte, die Lage der Christen in der Türkei entwickle sich „vom Schlechten zum Schlechteren“.
Am 18. April 2007 ereigneten sich in Malatya die grausamsten Christenmorde der letzten Jahre. Drei Mitarbeitern des kleinen christlichen Zirve-Verlags, darunter einem Deutschen, wurden die Kehlen durchgeschnitten. Ein weiterer verletzte sich auf der Flucht sehr schwer. Der Verlag war zuvor bedroht worden.

#### Attentate auf Aleviten
Vom 19. bis zum 26. Dezember 1978 ereignete sich das Kahramanmaraş-Massaker, bei dem mehr als 100 Menschen starbem. Vor dem „Höhepunkt“ des Pogroms wurden Aleviten durch Bombenattentate und Schüsse von extremistischen Sunniten und Anhängern der MHP getötet. Imame in Moscheen hetzten Muslime auf; der Bürgermeister verweigerte benötigte Sicherheitskräfte. Beim Pogrom am 23. Dezember starben 111 Menschen; zahlreiche Aleviten wurden gefoltert und Frauen vergewaltigt.
Am 4. Juli 1980 begingen “Graue Wölfe” ein Massaker gegen Aleviten (Pogrom von Çorum). 18 Menschen (darunter auch Frauen und Jugendliche) starben, zahlreiche weitere wurden verletzt.
Im Sommer 1993 erklärte der türkische Schriftsteller Aziz Nesin bei einem alevitischen Kulturfestival in Sivas zu Ehren des Dichters Pir Sultan Abdal öffentlich, er halte einen Großteil der türkischen Bevölkerung für „feige und dumm“, da sie nicht den Mut hätten, für die Demokratie einzutreten. Dies und die Übersetzung und teilweise Veröffentlichung des Romans Die satanischen Verse von Salman Rushdie führten dazu, dass sich vor allem konservative sunnitische Kreise provoziert fühlten. Am 2. Juli versammelte sich eine aufgebrachte Menschenmenge nach dem Freitagsgebet vor dem Madımak-Hotel, in dem Aziz Nesin, alevitische Musiker, Schriftsteller, Dichter und Verleger logierten. Aus der wütend protestierenden Menschenmenge wurden Brandsätze gegen das Hotel geworfen. Da das Hotel aus Holz gebaut war, breitete sich das Feuer schnell aus. Dabei verbrannten 35 Menschen; der Autor Aziz Nesin, dem laut einigen Angaben der Anschlag in erster Linie gegolten hatte, überlebte leicht verletzt. Wegen der wütenden Menschenmenge draußen vor dem Hotel konnten die Bewohner des Hotels nicht ins Freie, bis sie schließlich vom Feuer eingeschlossen waren. Obwohl Polizei und Feuerwehr frühzeitig alarmiert waren, griffen sie erst nach acht Stunden ein. Das Staatssicherheitsgericht in Ankara kam zu dem Urteil, dass die Menge die Feuerwehr bei den Rettungsarbeiten behinderte. Zeugenaussagen und Videoaufnahmen belegen, wie vereinzelte Polizisten der Menge halfen und eine anrückende Militäreinheit sich wieder zurückzog.
Bei diesem Brandanschlag kamen viele berühmte Aleviten ums Leben wie Nesimi Çimen, Edibe Sulari, Hasret Gültekin und Muhlis Akarsu.